# Кісмет (Канзас)
Кісмет (англ. Kismet) — місто (англ. city) в США, в окрузі Сюорд штату Канзас. Населення — 340 осіб (2020).

## Географія
Кісмет розташований за координатами 37°12′16″ пн. ш. 100°42′7″ зх. д. / 37.20444° пн. ш. 100.70194° зх. д. (37.204482, -100.701816).  За даними Бюро перепису населення США в 2010 році місто мало площу 0,62 км², уся площа — суходіл.

## Демографія
Згідно з переписом 2010 року, у місті мешкало 459 осіб у 145 домогосподарствах у складі 115 родин. Густота населення становила 746 осіб/км².  Було 155 помешкань (252/км²).
Расовий склад населення:
| - 86,1 % — білих - 1,5 % — корінних американців - 0,7 % — чорних або афроамериканців - 0,4 % — азіатів - 9,4 % — осіб інших рас |

До двох чи більше рас належало 2,0 %. Частка іспаномовних становила 35,5 % від усіх жителів.
За віковим діапазоном населення розподілялося таким чином: 37,9 % — особи молодші 18 років, 51,9 % — особи у віці 18—64 років, 10,2 % — особи у віці 65 років та старші. Медіана віку мешканця становила 29,1 року. На 100 осіб жіночої статі у місті припадало 110,6 чоловіків;  на 100 жінок у віці від 18 років та старших — 95,2 чоловіків також старших 18 років.
Середній дохід на одне домашнє господарство  становив 63 944 долари США (медіана — 51 944), а середній дохід на одну сім'ю — 77 081 долар (медіана — 66 875). За межею бідності перебувало 6,4 % осіб, у тому числі 9,9 % дітей у віці до 18 років та 10,4 % осіб у віці 65 років та старших.
Цивільне працевлаштоване населення становило 153 особи. Основні галузі зайнятості: освіта, охорона здоров'я та соціальна допомога — 30,1 %, сільське господарство, лісництво, риболовля — 26,1 %, виробництво — 19,6 %.